# Gian Franco Bottazzo
Gian Franco Bottazzo (Venecia, 1 de agosto de 1946 - Venecia, 15 de septiembre de 2017) fue un médico italiano que pasó la mayor parte de su carrera en Londres. Fue un destacado investigador en el campo de la diabetes y la autoinmunidad, y demostró que la diabetes tipo 1 está asociada con anticuerpos contra las células beta.

## Educación y carrera
Bottazzo nació en Venecia en 1946 y asistió a la facultad de medicina en la Universidad de Padua. Era un asiduo futbolista y estuvo cerca de unirse al Venezia F. C. antes de decidir concentrarse en sus estudios. Como estudiante de medicina, pasó un verano en el Middlesex Hospital de Londres bajo la tutela de la inmunóloga Deborah Doniach. Se graduó en Padua en 1971 y completó su formación en alergia e inmunología clínica en la Universidad de Florencia en 1974. El mismo año, Bottazzo y Doniach publicaron un artículo histórico en The Lancet que mostró que la diabetes tipo 1 está asociada con anticuerpos contra las células beta productoras de insulina en el páncreas, lo que demuestra la naturaleza autoinmune de la enfermedad.
En 1977, Bottazzo se convirtió en profesor de inmunología clínica en el Middlesex Hospital. También trabajó en el Medical College of St Bartholomew's Hospital en colaboración con Andrew Cudworth; juntos publicaron numerosos estudios, principalmente sobre el sistema de antígenos leucocitarios humanos. Bottazzo se convirtió en profesor titular en el Middlesex Hospital en 1980 y fue consultor honorario desde 1980 hasta 1991, cuando se trasladó al London Hospital Medical College como profesor y director del departamento de inmunología. Regresó a Italia en 1998 como director científico del Hospital pediátrico Bambino Gesù de Roma.
A lo largo de su carrera, Bottazzo fue autor de más de 300 trabajos de investigación y 200 artículos de revisión y capítulos de libros. Fue galardonado con el Premio Minkowski por la Asociación Europea para el Estudio de la Diabetes en 1982; gastó el dinero del premio invitando a un grupo de amigos y colaboradores a un banquete en Budapest. En 1986, recibió el Premio Internacional de Medicina Rey Faisal junto con Lelio Orci y Albert Renold por sus contribuciones a la comprensión de la diabetes. Recibió la Medalla Banting, el mayor honor de la Asociación Estadounidense de Diabetes, en 1992.

## Vida personal
La esposa de Bottazzo era Lamya Al-Saqqaf, una inmunóloga de Kuwait a quien conoció en Londres en 1976; juntos tuvieron una hija. Murió en Venecia en 2017, a la edad de 71 años, de endocarditis infecciosa.